# Carl Jensen (lottatore)
Carl Marinus Jensen (Dronninglund, 13 settembre 1882 – Frederiksberg, 4 aprile 1942) è stato un lottatore danese, specializzato nella lotta greco-romana.

## Palmarès

### Olimpiadi
- Bronzo a Londra 1908 nei pesi medio-massimi.